# アルフレード・オリアーニ級駆逐艦
アルフレード・オリアーニ級駆逐艦（Cacciatorpediniere Classe Alfredo Oriani）は、イタリア王立海軍の駆逐艦。4隻が建造された。艦名が作家から採られているため、ポエティ級（Classe Poeti）とも呼ばれる。
マエストラーレ級駆逐艦の改良型で、対空火力と機関の強化が行われているが、大きな差異はない。1935年より建造され、1937年より順次就役した。
第二次世界大戦では、同型艦4隻で第4駆逐艦戦隊を構成した。カラブリア沖海戦で、ヴィットーリオ・アルフィエーリがボルツァーノと接触し、損傷。スパルティヴェント岬沖海戦では損傷がなかったものの、マタパン岬沖海戦にてヴィットーリオ・アルフィエーリとジョズエ・カルドゥッチが沈没した。
その後、1943年8月9日ヴィンチェンツォ・ジョベルティが、イギリス潜水艦シムーンにより撃沈。9月のイタリアと連合軍の休戦により、アルフレード・オリアーニは、連合軍の指揮下に入った。
大戦後の1948年、唯一生き残ったアルフレード・オリアーニがフランスに引き渡され、駆逐艦デスタン（D'Estaing）と改名。1954年に解体されるまで在籍した。

## 同型艦
| 艦名                                                | 由来         |
| --------------------------------------------------- | ------------ |
| アルフレード・オリアーニ（Alfredo Oriani）          | 同名の作家   |
| ヴィットーリオ・アルフィエーリ（Vittorio Alfieri）  | 同名の劇作家 |
| ジョズエ・カルドゥッチ（Giosuè Carducci）           | 同名の詩人   |
| ヴィンチェンツォ・ジョベルティ（Vincenzo Gioberti） | 同名の思想家 |